# Gillis Bildt
Didrik Anders Gillis Bildt (16 de Outubro de 1820 — 22 de Outubro de 1894) foi um político da Suécia. Ocupou o lugar de primeiro-ministro da Suécia de 6 de Fevereiro de 1888 a 12 de Outubro de 1889.